# Rostislav I de Kiev
Rostislav Mstislávich (en ruso: Ростислав Мстиславич) (c. 1110-1167), Kniaz (príncipe) de Smolensk (1125–1160), Nóvgorod (1154) y Veliki Kniaz (Gran Príncipe) de Kiev (1154, 1159-1167). Fue el hijo de Mstislav I de Kiev y Cristina Ingesdotter de Suecia.
Luego de que Yaroslav II de Kiev fuera expulsado de Nóvgorod, Rostislav fue invitado a ser el gobernante de la ciudad. Él aceptó, y se convirtió en príncipe el 17 de abril de 1154. Luego, al enterarse de la muerte de Iziaslav II, Rostislav abandonó Nóvgorod para tomar el trono de Kiev. Indignados de que su príncipe los abandonara y enfurecidos porque "él no trajo orden entre ellos, sino que los dividió más", los ciudadanos de Nóvgorod expulsaron al hijo de Rostislav, David, quien era su gobernante. En su lugar pusieron a Mstislav Yúrievich, hijo de Yuri Dolgoruki.
Rostislav gobernó Kiev durante una semana antes de que Iziaslav III de Kiev lo obligara a huir a Smolensk.